# Anton Wallerstein
Anton Wallerstein (Dresden, 28 de setembre de 1813 - 26 de març, 1892) fou un violinista i compositor alemany.
Adquirí gran notorietat en tota Alemanya com a violinista, però la seva principal popularitat la degué als seus lieder, de suggestiva melodia, i a la seva música de dansa (valsos, polques, galops, redoves, etc.), que durant l'època romàntica estigueren molt de moda no tan sols d'Alemanya sinó França i Anglaterra.